# Friedrich Burmeister

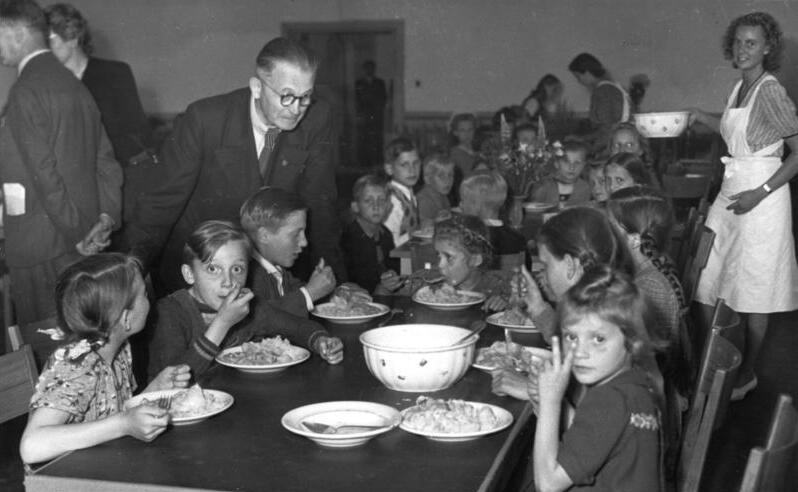
Friedrich Burmeister

Friedrich Burmeister (Wittenberge, 24 maart 1888 - Berlijn, 25 juli 1968) was een Oost-Duits minister. Burmeister werkte sinds 1905 bij de post. Na enige tijd werkzaam te zijn geweest als postassistent, diende hij tijdens de Eerste Wereldoorlog als militair. In 1919 werkte hij op een postkantoor in Berlijn. In 1922 werd hij secretaris van het postkantoor en van 1924 tot 1926 was hij lid van de Republikeinse Partij en daarna (tot 1930) van de Duitse Democratische Partij (DDP). Van 1939 tot 1943 bekleedde hij het ambt van hoofdinspecteur van het postwezen te Karlsbad. 
In 1945 werd Burmeister lid van de CDU (DDR) (Christelijk-Democratische Unie van de DDR) en lid van het CDU-bestuur van de deelstaat Mecklenburg-Voor-Pommeren. Van 1945 tot 1946 was hij hoofdinspecteur van het postwezen te Mecklenburg. Van 1946 tot 1949 was hij minister van Arbeid en Sociale Zaken van Mecklenburg-Voor-Pommeren. 
Van 1949 tot 1958 was hij lid van de Volkskammer (parlement) van de DDR en tot 1963 minister van PTT van de DDR. In 1950 werd Burmeister opgenomen in het Hoofdbestuur van de Oost-Duitse CDU, wat hij tot zijn dood bleef. Van 1954 tot 1964 was Burmeister tevens lid van het Presidium van het Hoofdbestuur van de CDU.
Hij werd in 1955, 1963 en 1968 onderscheiden met de Vaderlandse Verdiensten Orde, in 1959 met de Verdienstenmedaille van de DDR en in 1960 met de Banier van de Arbeid.
- Gemeinsame Normdatei: 1217972986
- Virtual International Authority File: 42160122833740630006